# Mubigugo
Mubigugo är ett vattendrag i Burundi.   Det ligger i provinsen Cankuzo, i den nordöstra delen av landet, 140 kilometer öster om huvudstaden Bujumbura.
Omgivningarna runt Mubigugo är en mosaik av jordbruksmark och naturlig växtlighet. Runt Mubigugo är det ganska tätbefolkat, med 96 invånare per kvadratkilometer.